# Mìn M15

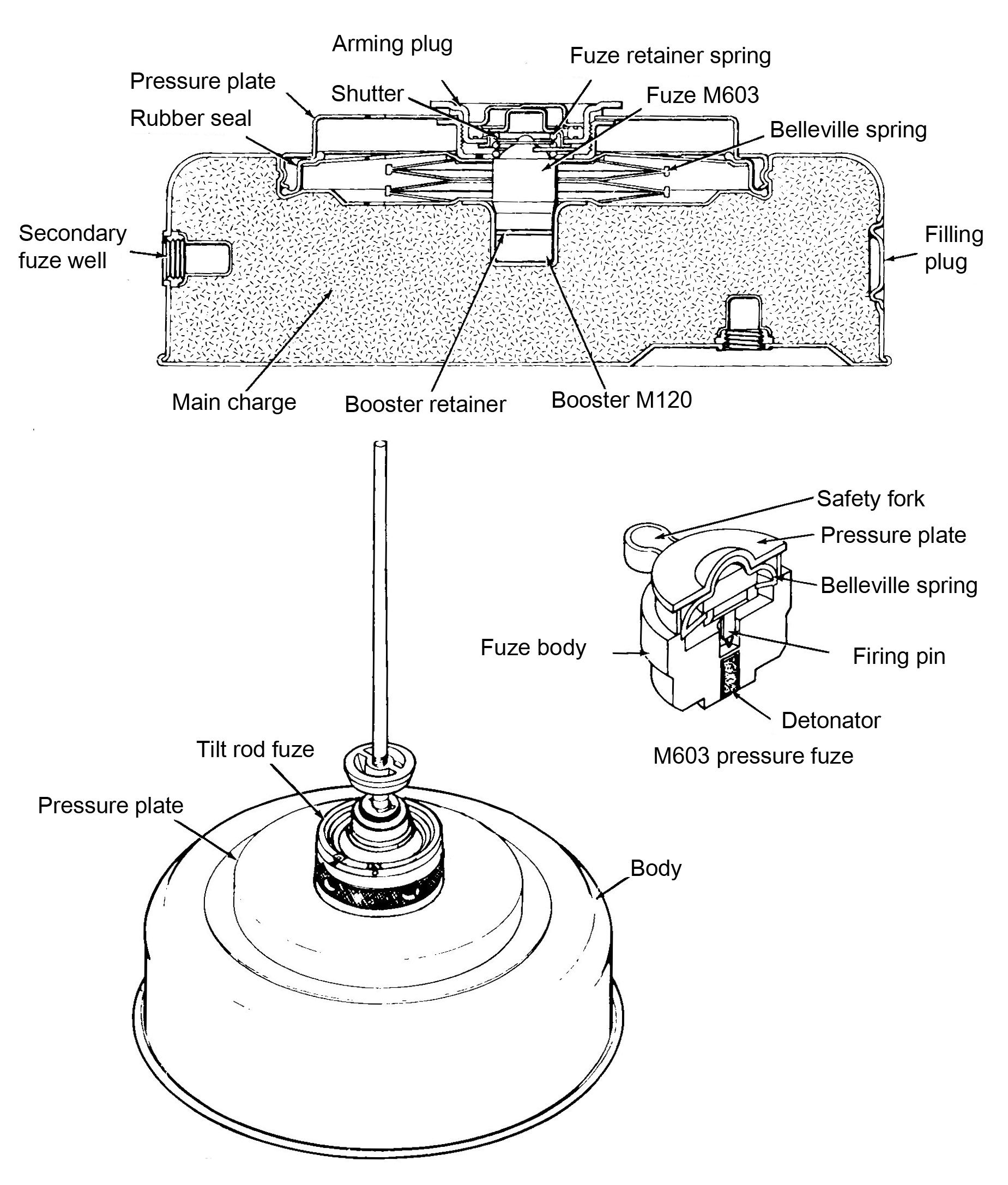
Mặt cắt ngang của một quả mìn M15 và ngòi M603, và hình dáng bên ngoài của mìn dùng ngòi râu.

Mìn M15 là một loại mìn chống tăng cỡ lớn của Hoa Kỳ. Nó lớn hơn loại mìn Mìn M6, loại đã bị loại ra khỏi trang bị của quân đội. Mìn này đã được sử dụng trong Chiến tranh Triều Tiên.

## Mô tả
Mìn có vỏ thép hình tròn cỡ lớn, có một đĩa nén ở phía trên của vỏ. Ở giữa đĩa nén có một vị trí để nắp ngòi nổ, ngòi này có thể đặt ở trạng thái "ARMED" (mở bảo hiểm) hoặc "SAFE" (an toàn). Đĩa nén đè lên trên một lò xo lá, lò xo này đè lên trên ngòi nổ M603. Khi có lực đủ lớn đè lên đĩa nén, đĩa này sẽ nén xuống lò xo và đè lên ngòi M603, ngòi M603 sẽ hoạt động và kích nổ mìn. Ngòi cũng có hai ngòi nổ phụ, một ngoi nổ phụ ở cạnh mìn và một ngòi nổ phụ đặt ở đáy mìn.

## Đặc điểm kĩ thuật
- Khối lượng: 14.3 kg
- Thuốc nổ: 10.3 kg thuốc nổ Comp B
- Đường kính: 333 mm
- Cao: 150 mm
- Lực đè gây nổ: 120 đến 340 kg